# Pomba-do-orvalho
Pomba-do-orvalho (nome científico: Patagioenas maculosa) é uma espécie de ave da família Columbidae.
Pode ser encontrada nos seguintes países: Argentina, Bolívia, Brasil, Paraguai, Peru e Uruguai.
Os seus habitats naturais são: florestas secas tropicais ou subtropicais , regiões subtropicais ou tropicais húmidas de alta altitude, matagal árido tropical ou subtropical, matagal tropical ou subtropical de alta altitude, campos de gramíneas de baixa altitude subtropicais ou tropicais sazonalmente húmidos ou inundados e florestas secundárias altamente degradadas ela é encontrada na região sul do Brasil .

## Subespécies
São reconhecidas duas subespécies:
- Patagioenas maculosa maculosa (Temminck, 1813) - ocorre do sul da Bolívia até o Paraguai, sul do Brasil, Uruguai e sul e região central da Argentina;
- Patagioenas maculosa albipennis (P. L. Sclater & Salvin, 1876) - ocorre do sul do Peru até o oeste da Bolívia e extremo noroeste da Argentina.